# Hernán Pérez (voetballer)
Hernán Arsenio Pérez González (Fernando de la Mora, 25 februari 1989) is een Paraguayaans voetballer die doorgaans als vleugelspeler speelt. Hij tekende in juli 2015 bij RCD Espanyol, dat hem overnam van Villarreal CF. Pérez debuteerde in 2010 in het Paraguayaans voetbalelftal.

## Clubcarrière
Pérez debuteerde in 2007 voor Tacuary in de Liga Paraguaya. In 2008 verhuisde hij naar reeksgenoot Club Libertad, waar hij door een knieblessure nauwelijks in actie kwam. Op 30 juli 2009 tekende hij een vijfjarig contract bij Villarreal CF. Zijn eerste seizoenen bij Villarreal bracht hij door in het tweede elftal. Hij debuteerde op 27 september 2011 voor Villarreal, in de UEFA Champions League tegen SSC Napoli. Hij viel in de laatste minuten van de wedstrijd in voor Jonathan de Guzmán. Op 1 oktober 2011 debuteerde hij in de Primera División en maakte hij meteen ook zijn eerste treffer voor de club in het treffen met Real Zaragoza. In zijn eerste seizoen maakte hij vier doelpunten in 21 competitiewedstrijden voor  Villarreal. In het seizoen 2013/14 verhuurde Villareal hem aan Olympiakos Piraeus en in het seizoen 2014/15 aan Real Valladolid.
Perez tekende in juli 2015 een contract tot medio 2019 bij RCD Espanyol, de nummer tien van de Primera División in het voorgaande seizoen.

## Interlandcarrière
Péréz maakte vijf doelpunten in twaalf interlands voor Paraguay –20. In 2010 debuteerde hij in het Paraguayaans voetbalelftal in een oefeninterland op 31 maart tegen Zuid-Afrika (1–1). Met Paraguay nam Pérez in 2011 deel aan de Copa América 2011 in Argentinië.

## Erelijst
| Kampioen Super League | 1x | 2013/14 |

1 Sivera ·
2 Gorosabel ·
3 Duarte ·
4 Sedlar ·
5 Abqar ·
6 Guevara ·
7 Sola ·
8 Blanco ·
10 Hagi ·
11 Rioja  ·
14 Tenaglia ·
15 García ·
16 Marín ·
17 Alkain ·
18 Guridi ·
20 Simeone ·
21 Rebbach ·
22 Vicente ·
23 Benavídez ·
26 Álvarez ·
26 López ·
29 Panichelli ·
31 Owono ·
32 Omorodion ·
33 Rodríguez ·
Coach: García